# Hubert Wulfranc
Hubert Wulfranc, né le 17 décembre 1956 à Rouen (Seine-Maritime), est un homme politique français.
Membre du Parti communiste français, maire de Saint-Étienne-du-Rouvray de 2002 à 2017 et conseiller départemental du canton de Saint-Étienne-du-Rouvray de 2004 à 2017, il est élu député dans la troisième circonscription de la Seine-Maritime de 2017 à 2024.

## Biographie

### Formation et débuts professionnels
Hubert Wulfranc obtient une maîtrise d'histoire en 1980.
De 1981 à 1995, il est directeur de cabinet de Michel Grandpierre, maire de Saint-Étienne-du-Rouvray. De 1995 à 2002, il enseigne l'histoire-géographie et le français au lycée professionnel Fernand-Léger de Grand-Couronne.

## Parcours politique

### Mandats locaux
Hubert Wulfranc succède à Michel Grandpierre à la mairie de Saint-Étienne-du-Rouvray en 2002, fonction qu'il exerce jusqu'en juillet 2017.
Il est conseiller général de la Seine-Maritime de 2004 à 2015, puis conseiller départemental jusqu'en 2017 en binôme avec Séverine Botte. Il exerce en outre la fonction de vice-président de la Métropole Rouen Normandie.
Hubert Wulfranc fait face durant son mandat de maire à l'attentat de l'église de Saint-Étienne-du-Rouvray en juillet 2016.
Il est élu adjoint au maire de Saint-Étienne-du-Rouvray en décembre 2023 ce qui l'amène à quitter l'Assemblée nationale.

### Mandat national
Il se présente une première fois aux élections législatives de 2007, puis à celles de 2012 sans succès, devancé par Pierre Bourguignon puis Luce Pane.
Il se porte candidat aux élections législatives de 2017 avec le soutien du PCF, de La France insoumise et d'Europe Écologie les Verts. Opposé, au second tour, au candidat La République en marche ! (LREM), Cyrille Grenot, il est élu député de la 3e circonscription de la Seine-Maritime avec plus de 61 % des suffrages exprimés,,.
En raison de la loi interdisant le cumul des mandats, il démissionne le 6 juillet 2017 de son mandat de maire au profit de son 1er adjoint Joachim Moyse. Il reste conseiller municipal. Il quitte également son siège de conseiller départemental du canton de Saint-Étienne-du-Rouvray au profit de Stéphane Barré, maire d'Oissel.
À l'Assemblée nationale, Hubert Wulfranc est inscrit au groupe de la Gauche démocrate et républicaine (GDR) et appartient à la commission du développement durable et de l'aménagement du territoire (DDAT). Il est également secrétaire de la commission d'enquête sur la sûreté et la sécurité des installations nucléaires. Au sein de la DDAT, il évalue notamment la mise en place de l'Agence nationale de la cohésion des territoires, à l'occasion d'une mission menée avec la députée de la majorité Yolaine de Courson,.
En vue des élections législatives de 2022, il est investi par le Parti communiste français, sous les couleurs de la Nouvelle Union populaire écologique et sociale, dans la troisième circonscription de la Seine-Maritime. Obtenant au premier tour un des meilleurs scores de son parti, il est élu pour un nouveau mandat le 19 juin 2022 avec plus de 70 % des voix, face à la candidate du Rassemblement national. Toutefois, élu adjoint au maire de Saint-Étienne-du-Rouvray le 14 décembre 2023 et contraint par la législation limitant le cumul des mandats en France, il annonce sa démission de député au profit de son suppléant, Édouard Bénard, qui venait de démissionner de son mandat d'adjoint au maire de la ville,. Il obtient les délégations du Développement social et de la politique de la Ville. Celui-ci est reconduit par élection en tant que député en 2024, et Hubert Wulfranc le supplée.

## Résultats électoraux

### Élections municipales
Les résultats ci-dessous concernent uniquement les élections où il est tête de liste.
| Année | Liste | Liste       | Commune                  | Premier tour | Premier tour | Premier tour | Sièges  | Sièges |
| Année | Liste | Liste       | Commune                  | Voix         | %            | Rang         | CM      | CM     |
| ----- | ----- | ----------- | ------------------------ | ------------ | ------------ | ------------ | ------- | ------ |
| 2014  |       | PCF-PS-EELV | Saint-Étienne-du-Rouvray | 5 472        | 84,90        | 1er          | 33 / 35 | 7 / 7  |

### Élections cantonales et départementales
| Année | Parti | Parti | Canton                   | Premier tour | Premier tour | Premier tour | Second tour | Second tour | Second tour |
| Année | Parti | Parti | Canton                   | Voix         | %            | Rang         | Voix        | %           | Issue       |
| ----- | ----- | ----- | ------------------------ | ------------ | ------------ | ------------ | ----------- | ----------- | ----------- |
| 2011  |       | PCF   | Saint-Étienne-du-Rouvray | 3 675        | 57,66        | 1er          | 5 007       | 78,2        | Élu         |
| 2015  | 4 202 | PCF   | Saint-Étienne-du-Rouvray | 50,13        | 1er          | 5 582        | 68,69       | Élu         |             |

### Élections législatives
| Année | Parti  | Parti | Circonscription         | Premier tour | Premier tour | Premier tour | Second tour | Second tour | Issue   |
| Année | Parti  | Parti | Circonscription         | Voix         | %            | Rang         | Voix        | %           | Issue   |
| ----- | ------ | ----- | ----------------------- | ------------ | ------------ | ------------ | ----------- | ----------- | ------- |
| 2007  |        | PCF   | 3e de la Seine-Maritime | 6 845        | 20,55        | 3e           |             |             | Éliminé |
| 2012  | 9 036  | PCF   | 3e de la Seine-Maritime | 24,60        | 2e           | Retrait      | Retrait     | Retrait     |         |
| 2017  | 8 656  | PCF   | 3e de la Seine-Maritime | 27,08        | 2e           | 16 268       | 61,07       | Élu         |         |
| 2022  | 13 544 | PCF   | 3e de la Seine-Maritime | 44,21        | 1er          | 18 867       | 70,36       | Élu         |         |

## Synthèse des fonctions et mandats

### À l’Assemblée nationale
- Député de la 3e circonscription de la Seine-Maritime : 21 juin 2017 – 10 janvier 2024

#### Liées au mandat de député
- Membre de la Section française de l'Assemblée parlementaire de la francophonie : 9 janvier 2023 – 10 janvier 2024

### Au niveau départemental
- Conseiller général puis départemental de la Seine-Maritime : 2 avril 2004 – 6 juillet 2017

### Au niveau local
- Maire de Saint-Étienne-du-Rouvray : 6 septembre 2002 – 6 juillet 2017
- Adjoint au maire de Saint-Étienne-du-Rouvray : depuis le 14 décembre 2023[12]